# (33491) 1999 GM9
1999 GM9 (asteroide 33491) é um asteroide da cintura principal. Possui uma excentricidade de 0.07130920 e uma inclinação de 5.92491º.
Este asteroide foi descoberto no dia 11 de abril de 1999 por LONEOS em Anderson Mesa.